# 网易暴雪合作部

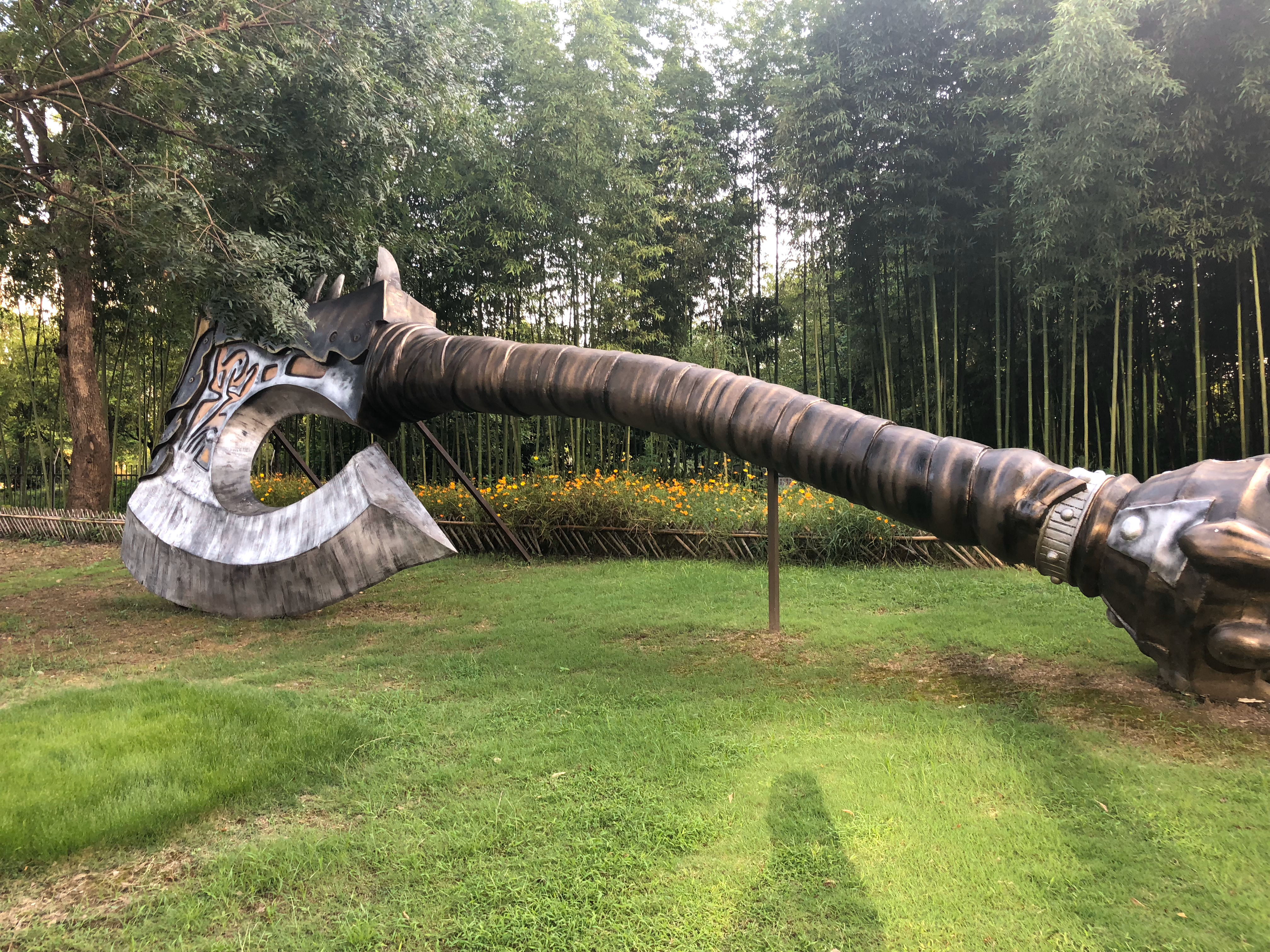
网易杭州园区内的魔兽战斧模型，2023年1月18日拆除

上海网之易网络科技发展有限公司，簡稱网之易，商業名稱為网易暴雪合作部，是一家總部位於中華人民共和國上海市张江高科技园区的網絡遊戲營運商，主要負責中國大陸地區暴雪旗下遊戲的營運。

## 历史
网之易成立於2008年1月，是丁磊的獨資公司，公司成立目的最初為方便網易發展上海業務和招募人才。同年8月網易和暴雪娛樂達成合作，獲得《魔獸系列》《星際爭霸2》的中國大陸獨家營運權，網易隨即成立事業部「网易暴雪合作部」負責相關遊戲的營運工作，部門實體為網之易，李日强擔任部門負責人。12月，暴雪娛樂成立上海分部，負責為網之易於2009年4月展開的營運工作提供技術支援。網之易原計劃收購前《魔兽世界》代理商九城的客服團隊和伺服器等資源，但是遭到九城拒絕。為此網易和暴雪娛樂從總部調派人手協助網之易在上海組建客服團隊和建立遊戲伺服器。由於2007年的《关于规范进口网络游戏产品内容审查申报工作的公告》要求轉換營運方要重新申報遊戲版號，版號問題導致網之易無法順利銜接《魔兽世界》的營運，在2009年6月九城關服之後，到9月份網之易才能正式開啟《魔兽世界》的商業化營運。網之易沒有引進暴雪娛樂原本用於更新《魔兽世界》的戰網，而是另建平台，並且支持更多的功能。之後網之易也繼續引進和營運暴雪娛樂其他遊戲，包括《暗黑破坏神3》《风暴英雄》、《炉石传说》和《守望先锋》等作品，並且在中國大陸組織遊戲相關電競活動。
2018年6月，網之易以19.6億人民幣買下上海黃浦區的一片土地，計劃用於建立總部大樓。2019年，網易以網之易骨幹人員在上海建立新部門「网易上海合作部」，負責新遊戲發行品牌「網易寶船」營運。李日强於2018年調任負責網易寶船，魏恺接任總經理職務。2022年10月《守望先锋“归来”》上線時，再由张栋接任總經理職務。
2022年11月17日，动视暴雪宣布由于双方未能达成新的代理协议，由网易代理运营的暴雪旗下的多数游戏将在2023年1月23日暂停服务。网易稍后证实双方未能就续约达成一致。当日网之易发布关于暴雪游戏产品运营到期的重要公告称：2022年11月23日起，关闭暴雪游戏产品在战网以及客户端内的充值服务及用户注册入口；2023年1月24日0时起，正式停止暴雪游戏产品的运营，关闭战网登录以及所有游戏服务器，同时关闭客户端下载。
2023年1月14日，根据南华早报独家报道，网之易的大部分员工已经离开公司，网易正在解散暴雪游戏的运营团队，留下少数员工处理后续停服事宜。1月17日，《21世纪经济报道》記者確認网之易张江高科技园区辦公室已經「人去楼空」，負責人已經調配到其他職位。
2023年4月25日，网易暴雪合作部就暴雪娱乐违反系列许可协议在上海提起诉讼，要求退还3亿欠款。不过暴雪方面表示，并未收到相关诉状。
2023年5月，暴雪娱乐宣布起诉网易侵权及不正当竞争，相关案件将于6月1日在杭州市中级人民法院开庭。相关人士表示，此次起诉与解约期间网易旗下端游《逆水寒》有关，其上线的“魔兽老兵服”对暴雪《魔兽世界》IP直接照搬，而且将魔兽停服当作庆典营销。早在2022年12月9日，网易游戏《逆水寒》在官网发布了《给逆水寒及魔兽玩家的一封长信》，宣布2023年1月开启“网易魔兽老兵主题服”，开服后《逆水寒》承载了一部分“被迫流失”的魔兽玩家。

## 后续
2024年4月10日，网易与微软、暴雪宣布恢复合作关系；网易将继续代理暴雪娱乐的游戏在中国大陆地区的运营。但合作将由网易的雷火事业群内部成立的合作部门负责，不再设立单独的合作部门。